# Текос (футбольний клуб)
«Текос» (ісп. Tecos Fútbol Club), до 2014 року відомий як «Естудіантес Текос» — мексиканський футбольний клуб із міста Сапопан, штату Халіско, пов'язаний з Автономним університетом Гвадалахари. Команда проводить домашні матчі на «Естадіо Трес де Марсо» («Стадіон імені 3 березня», на честь дати заснування університету), що вміщає 30 000 глядачів.
Прізвисько команди «Текос» має подвійне значення для студентів Університету. По-перше, це скорочення від слова «теколотес» («пугач», стилізована фігура пугача присутня в логотипу клубу.), а по-друге, це абревіатура студентської організації TECOS («Tarea Educativa y Cultural hacia el Orden y la Sintesis, Освітня та культурна робота до порядку і синтезу»). Термін «Tecos» вживається також у політичному значенні — як ультраправий рух, опорна база якого традиційно розміщується в UAG. Серед президентів клубу був Карлос Леаньо Реєс — син одного із засновників UAG і організатора Текос.

## Історія
Клуб був заснований в 1935 році під назвою «Текос де ла УАГ» (Універсідад Аутонома де Гвадалахара) — «Текос з Автономного університету Гвадалахари». До 1971 року клуб грав на регіональному рівні, після чого став виступати на загальномексиканському рівні і у 1975 році вперше потрапив до вищого дивізіону країни.
У сезоні 1993/94 клуб здобув перемогу У вищій лізі країни і став чемпіоном Мексики, вперше у своїй історії. У 1995 році «Текос» завоював Кубок володарів кубків КОНКАКАФ. 
25 травня 2009 клуб був перейменований в «Естудіантес Текос» («студенти Текос»). 
Завершивши виступ у вищому дивізіоні в Клаусурі 2012 на останньому місці й показавши найменший коефіцієнт за набраними очками за останні три роки, клуб вилетів у другий дивізіон. Незабаром після цього клуб був проданий «Grupo Pachuca», президент якої, Хесус Мартінес Патіна, на початку 2014 року оголосив про те, що клуб «Естудіантес Текос» переїде з міста Сапопан у Сакатекас і отримав назву «Мінерос де Сакатекас». Це стало можливо завдяки угоді з владою штату Сакатекас, що бажала мати в себе футбольну команду високого рівня. Місто не мало 11 років своєї команди в Ассенсо МХ, відтоді як влітку 2003 року місцевий «Реал Сосьєдад де Сакатекас» був розформований. 
У серпні 2015 року історичний клуб був відновлений під назвою «Текос» і став грати в Терсері, четвертому ярусі мексиканського футболу. У сезоні 2016/17 команда зуміла просунутися в Сегунду, третій дивізіон країни.

## Досягнення
- Чемпіон Мексики (1): 1993/94
- Переможець другого дивізіону Мексики (1): 1974/75
- Переможець третього дивізіону Мексики (1): 1972/73
- Володар Кубка кубків КОНКАКАФ (1): 1995

## Відомі гравці
| - Мауро Сехас - Дієго Колотто - Даніель Лудуенья - Емануель Вілья - Антоніо Карлос Сантос - Еліомар Маркон - Гонсалвес - Осмар Донізете Кандідо - Девід Ембе - Уго Дрогетт - Мігель Анхель Гамбоа - Себастьян Гонсалес - Рейнальдо Навія | - Нельсон Пінто - Родріго Руїс - Рейнальдо Паркс - Хафет Сото - Ніколас Асенсіо - Байрон Перес - Даніло Турсіос - Адольфо Баутіста - Альфредо Тена - Дуїліо Давіно - Флавіо Давіно - Хосе Корона - Хав'єр Ернандес Гуттьєрес | - Хуан Карлос Ланьйо - Рафаель Медіна - Хайме Ордіалес - Павел Пардо - Арнхольд Рівас - Хосе Луїс Сальгадо - Хоель Санчес - Хуан Карлос Валенсуела - Фреді Барейро - Дієго Гавілан - Роберто Паласіос - Франко Наварро - Хуліо Сесар Урібе | - Зденко Муф - Семмі Очоа - Еркулес Гомес - Себастьян Абреу - Антоніо Альсаменді - Хуан Рамон Карраско - Рубен Да Сільва - Марсело Соса - Хосе Саласар - Едуардо Асеведо |

## Головні тренери
- Гельмут Сенекович (1978—1979, 1985—1988)
- Бора Милутинович (1988—1989)
- Оскар Руджері (2003)
- Хайме Ордіалес (в.о.) (серпень 2007)
- Сесар Луїс Менотті (вересень 2007 — січень 2008)
- Хайме Ордіалес (січень — березень 2008)
- Мігель Еррера (вересень 2008 — вересень 2010)